# Discografia de Florence and the Machine
A banda inglesa de indie rock Florence and the Machine lançou cinco álbuns de estúdio, dois álbuns ao vivo, seis EPs, 25 singles, três singles promocionais e mais de trinta vídeos musicais.
Florence and the Machine lançou seu primeiro Extended Play, A Lot of Love. A Lot of Blood, em março de 2009. Seu primeiro álbum de estúdio, Lungs, foi lançado em julho de 2009 pela Island Records, alcançando o número um na parada de álbuns do Reino Unido em janeiro de 2010. O álbum foi posteriormente certificado como quintuplicação de platina no Reino Unido, platina quádrupla na Irlanda e platina tripla na Austrália. O primeiro single do álbum "Kiss with a Fist" alcançou o 51º lugar no UK Singles Chart. Foi sucedido pelo single "Dog Days Are Over", que alcançou o número 23 no Reino Unido e o número 21 na Billboard Hot 100 nos Estados Unidos, e foi certificado como platina quádruplo pela Associação da Indústria Fonográfica da América (RIAA). O terceiro single, "Rabbit Heart (Raise It Up)", alcançou o 12º lugar no Reino Unido e o número 41 na Irlanda. "Drumming Song" foi lançado como o quarto single, no 54º lugar no Reino Unido. "You've Got the Love", um cover da música do The Source com o mesmo nome, chegou ao número cinco no Reino Unido e número nove na Austrália. Uma performance no BRIT Awards de 2010, em 17 de fevereiro de 2010, estreou com Dizzee Rascal, "You Got the Dirtee Love", na segunda posição no Reino Unido. O sexto e último single do álbum, "Cosmic Love", alcançou o 51º lugar no Reino Unido e o número 3 na Irlanda.
O segundo álbum de estúdio da banda, Ceremonials, foi lançado em outubro de 2011, estreando no topo das paradas no Reino Unido, Irlanda, Austrália e Nova Zelândia. O lançamento do álbum foi precedido pelo single promocional "What the Water Gave Me", que chegou ao número 24 no Reino Unido, número 13 na Irlanda e número 15 na Nova Zelândia. O single "Shake It Out" se tornou o quinto álbum da banda no quinto lugar no Reino Unido, alcançando o 12º lugar em setembro de 2011. A faixa também alcançou sucesso nas paradas internacionais, alcançando o número 72 na Billboard Hot 100 e se tornando o single de maior pico da banda na Irlanda, onde alcançou a segunda posição. O álbum também contou com o lançamento dos singles "No Light, No Light" e "Never Let Me Go", que alcançaram os números 50 e 82 no gráfico do Reino Unido, respectivamente. Seu próximo lançamento, "Spectrum (Say My Name)" alcançou o primeiro lugar no Reino Unido, tornando-se o primeiro single número um do Reino Unido.
Em junho de 2015, Florence and the Machine lançou seu terceiro álbum de estúdio, How Big, How Blue, How Beautiful, que estreou em primeiro lugar em oito países, incluindo o Reino Unido e os EUA e alcançou o top 10 dos 20 países. O álbum vendeu mais de um milhão de cópias em todo o mundo até o final de 2015 e foi certificado com platina no Reino Unido, Austrália e Polônia e ouro na Nova Zelândia. Foi promovido pelos singles "What Kind of Man" e "Ship to Wreck", que chegaram ao top 40 no Reino Unido, Irlanda e Nova Zelândia, bem como "Queen of Peace" e "Delilah".

## Álbuns

### Álbuns de estúdio
| Título                           | Detalhes do Álbum                                                                                        | Posições máximas nos gráficos | Posições máximas nos gráficos | Posições máximas nos gráficos | Posições máximas nos gráficos | Posições máximas nos gráficos | Posições máximas nos gráficos | Posições máximas nos gráficos | Posições máximas nos gráficos | Posições máximas nos gráficos | Posições máximas nos gráficos | Vendas                                    | Certificações                                                                                            |
| Título                           | Detalhes do Álbum                                                                                        | UK                            | AUS                           | AUT                           | BEL (FL)                      | CAN                           | ALE                           | IRE                           | NZ                            | SUI                           | EUA                           | Vendas                                    | Certificações                                                                                            |
| -------------------------------- | --- | ----------------------------- | ----------------------------- | ----------------------------- | ----------------------------- | ----------------------------- | ----------------------------- | ----------------------------- | ----------------------------- | ----------------------------- | ----------------------------- | ----------------------------------------- | --- |
| Lungs                            | - Lançamento: 3 de julho de 2009 - Gravadora: Island - Formatos: CD, LP, Download digital                | 1                             | 3                             | 73                            | 3                             | 20                            | 41                            | 2                             | 3                             | 54                            | 14                            | - : 3,000,000 - : 1,662,146 - : 1,142,000 | - : 6× Platina - : 3× Platina - : Ouro - : Ouro - : 4× Platina - : Ouro - : 2× Platina - : Ouro          |
| Ceremonials                      | - Lançamento: 28 de outubro de 2011 - Gravadora: Island - Formatos: CD, LP, Download digital             | 1                             | 1                             | 12                            | 4                             | 4                             | 7                             | 1                             | 1                             | 10                            | 6                             | - : 2,000,000 - : 1,662,146 - : 1,002,000 | - : 2× Platina - : 3× Platina - : Ouro - : Ouro - : Ouro - : 3× Platina - : Ouro - : Platina - : Platina |
| How Big, How Blue, How Beautiful | - Lançamento: 29 de maio de 2015 - Gravadora: Island - Formatos: CD, LP, Download digital                | 1                             | 1                             | 2                             | 2                             | 1                             | 3                             | 1                             | 1                             | 1                             | 1                             | - : 1,000,000 - : 290,000                 | - : Platina - : Platina - : Ouro - : Ouro - : Ouro                                                       |
| High as Hope                     | - Lançamento: 29 de junho de 2018 - Gravadora: Virgin EMI, Republic - Formatos: CD, LP, Download digital | 2                             | 2                             | 3                             | 1                             | 2                             | 5                             | 2                             | 2                             | 2                             | 2                             | - : 74,000                                | - : Ouro                                                                                                 |
| Dance Fever                      | - Lançamento: 12 de maio de 2022 - Gravadora: Polydor, Republic - Formatos: CD, LP, Download digital     | 1                             | 2                             | 4                             | 2                             | 7                             | 2                             | 2                             | 2                             | 7                             | 7                             | - : 156,000                               | - : Ouro                                                                                                 |

### Álbuns ao vivo
| Título              | Detalhes do Álbum                                                                         | Posições máximas nos gráficos | Posições máximas nos gráficos | Posições máximas nos gráficos | Posições máximas nos gráficos | Posições máximas nos gráficos | Posições máximas nos gráficos | Posições máximas nos gráficos | Posições máximas nos gráficos | Vendas     |
| Título              | Detalhes do Álbum                                                                         | UK                            | AUS                           | AUT                           | BEL (FL)                      | CAN                           | IRE                           | NZ                            | EUA                           | Vendas     |
| ------------------- | ----------------------------------------------------------------------------------------- | ----------------------------- | ----------------------------- | ----------------------------- | ----------------------------- | ----------------------------- | ----------------------------- | ----------------------------- | ----------------------------- | ---------- |
| Live at the Wiltern | - Lançamento: 28 de junho de 2011 - Gravadora: Island - Formato: Download digital         | —                             | —                             | —                             | —                             | —                             | —                             | —                             | —                             |            |
| MTV Unplugged       | - Lançamento: 6 de abril de 2012 - Gravadora: Island - Formatos: CD/DVD, Download digital | 27                            | 17                            | 72                            | 6                             | 45                            | 15                            | 27                            | 51                            | - : 31.837 |

## EPs
| Título                            | Detalhes do Extended Play                                                                         | Posições máximas nos gráficos |
| Título                            | Detalhes do Extended Play                                                                         | AUS                           |
| --------------------------------- | ------------------------------------------------------------------------------------------------- | ----------------------------- |
| A Lot of Love. A Lot of Blood     | - Lançamento: 28 de Abril de 2009 - Gravadora: IAMSOUND - Formato: 12" vinil                      | —                             |
| iTunes Festival: London 2010      | - Lançamento: 21 de Julho de 2010 - Gravadora: Island - Formatoo: Download digital                | —                             |
| iTunes Live from SoHo             | - Lançamento: 16 de Novembro de 2010 - Gravadora: Island - Formato: Download digital              | —                             |
| Lungs – The B-Sides               | - Lançamento: 27 de Fevereiro de 2011 - Gravadora: Universal Republic - Formato: Download digital | —                             |
| Apple Music Festival: London 2015 | - Lançamento: 15 de Outubro de 2015 - Gravadora: Island - Formato: Download digital               | —                             |
| Songs from Final Fantasy XV       | - Lançamento: 12 de agosto de 2016 - Gravadora: Island - Formato: Download digital                | 57                            |

## Singles
| Título                                        | Ano  | Posições máximas nos gráficos | Posições máximas nos gráficos | Posições máximas nos gráficos | Posições máximas nos gráficos | Posições máximas nos gráficos | Posições máximas nos gráficos | Posições máximas nos gráficos | Posições máximas nos gráficos | Posições máximas nos gráficos | Posições máximas nos gráficos | Certificações                                                                          | Álbum                                      |
| Título                                        | Ano  | UK                            | AUS                           | AUT                           | BEL (FL)                      | CAN                           | ALE                           | IRE                           | NZ                            | SUI                           | EUA                           | Certificações                                                                          | Álbum                                      |
| --------------------------------------------- | ---- | ----------------------------- | ----------------------------- | ----------------------------- | ----------------------------- | ----------------------------- | ----------------------------- | ----------------------------- | ----------------------------- | ----------------------------- | ----------------------------- | -------------------------------------------------------------------------------------- | ------------------------------------------ |
| "Kiss with a Fist"                            | 2008 | 51                            | —1                            | —                             | —                             | —                             | —                             | —                             | —                             | —                             | —                             |                                                                                        | Lungs                                      |
| "Dog Days Are Over"                           | 2008 | 23                            | 47                            | —                             | 21                            | 19                            | —                             | 6                             | 27                            | —                             | 21                            | - : Platina - : 2× Platina - : 4× Platina - : Ouro - : Ouro                            | Lungs                                      |
| "Rabbit Heart (Raise It Up)"                  | 2009 | 12                            | 93                            | —                             | 50                            | —                             | —                             | 41                            | —                             | —                             | —                             | - : Prata                                                                              | Lungs                                      |
| "Drumming Song"                               | 2009 | 54                            | —                             | —                             | —                             | —                             | —                             | —                             | —                             | —                             | —                             |                                                                                        | Lungs                                      |
| "You've Got the Love"                         | 2009 | 5                             | 9                             | 28                            | 25                            | —                             | 52                            | 16                            | —                             | 49                            | —2                            | - : Platina - : 3× Platina - : Ouro - : Ouro - : Ouro                                  | Lungs                                      |
| "You Got the Dirtee Love" (com Dizzee Rascal) | 2010 | 2                             | 27                            | —                             | —                             | —                             | 24                            | —                             | —                             | —                             | —                             | - : Ouro - : Ouro                                                                      | Single sem álbum                           |
| "Cosmic Love"                                 | 2010 | 51                            | —                             | —                             | —                             | —                             | —                             | 3                             | —                             | —                             | —                             | - : Platina                                                                            | Lungs                                      |
| "Heavy in Your Arms"                          | 2010 | 53                            | —                             | —                             | —                             | —                             | —                             | —                             | —                             | —                             | —                             |                                                                                        | Eclipse (Trilha Sonora)                    |
| "Shake It Out"                                | 2011 | 12                            | 36                            | 16                            | —4                            | 52                            | 30                            | 2                             | 16                            | 23                            | 72                            | - : Ouro - : Platina - : Ouro - : 2× Platina - : Ouro - : Ouro                         | Ceremonials                                |
| "No Light, No Light"                          | 2012 | 50                            | 95                            | —                             | —                             | —                             | —                             | 50                            | —                             | —                             | —                             |                                                                                        | Ceremonials                                |
| "Never Let Me Go"                             | 2012 | 82                            | 3                             | —                             | —                             | 75                            | —                             | 73                            | —                             | —                             | —                             | - : 4× Platina                                                                         | Ceremonials                                |
| "Breath of Life"                              | 2012 | 87                            | 57                            | 64                            | —                             | 65                            | 68                            | —                             | —                             | —                             | —                             |                                                                                        | Branca de Neve e o Caçador (trilha sonora) |
| "Spectrum (Say My Name)"                      | 2012 | 1                             | 4                             | 51                            | 2                             | —                             | 32                            | 1                             | 2                             | 58                            | —                             | - : Platina - : 3× Platina - : Ouro - : Ouro - : Platina - : Ouro - : Ouro (Streaming) | Ceremonials                                |
| "Lover to Lover"                              | 2012 | —                             | —                             | —                             | —                             | —                             | —                             | —                             | —                             | —                             | —                             |                                                                                        | Ceremonials                                |
| "What Kind of Man"                            | 2015 | 37                            | 16                            | 52                            | 50                            | 46                            | —                             | 31                            | 34                            | 42                            | 88                            |                                                                                        | How Big, How Blue, How Beautiful           |
| "Ship to Wreck"                               | 2015 | 27                            | 48                            | 66                            | 12                            | —                             | 81                            | 38                            | 37                            | —                             | —                             | - : Prata                                                                              | How Big, How Blue, How Beautiful           |
| "Queen of Peace"                              | 2015 | 133                           | —                             | —                             | —                             | —                             | —                             | —                             | —                             | —                             | —                             |                                                                                        | How Big, How Blue, How Beautiful           |
| "Delilah"                                     | 2015 | 102                           | 41                            | —                             | 31                            | —                             | —                             | —                             | —                             | —                             | —                             |                                                                                        | How Big, How Blue, How Beautiful           |
| "Wish That You Were Here"                     | 2016 | 128                           | —                             | —                             | —                             | —                             | —                             | —                             | —                             | —                             | —                             |                                                                                        | Single sem álbum                           |
| "Stand by Me"                                 | 2017 | —                             | —                             | —                             | 2                             | —                             | —                             | —                             | —                             | —                             | —                             |                                                                                        | Songs from Final Fantasy XV                |
| "Sky Full of Song"                            | 2018 | 81                            | 87                            | —                             | —                             | —                             | —                             | —                             | —                             | —                             | —                             |                                                                                        | High As Hope                               |
| "Hunger"                                      | 2018 | 41                            | 92                            | —                             | 42                            | —                             | —                             | 43                            | —                             | —                             | —                             |                                                                                        | High As Hope                               |
| "Patricia"                                    | 2018 | 98                            | —                             | —                             | —                             | —                             | —                             | 88                            | —                             | —                             | —                             |                                                                                        | High As Hope                               |

## Singles promocionais
| Título                   | Ano  | Posições máximas nos gráficos | Posições máximas nos gráficos | Posições máximas nos gráficos | Posições máximas nos gráficos | Posições máximas nos gráficos | Posições máximas nos gráficos | Posições máximas nos gráficos |          | Certificações | Álbum            |
| Título                   | Ano  | UK                            | AUS                           | BEL Tip (FL)                  | CAN                           | IRE                           | NZ                            | EUA                           | EUA Rock | Certificações | Álbum            |
| ------------------------ | ---- | ----------------------------- | ----------------------------- | ----------------------------- | ----------------------------- | ----------------------------- | ----------------------------- | ----------------------------- | -------- | ------------- | ---------------- |
| "What the Water Gave Me" | 2011 | 24                            | 35                            | 2                             | 72                            | 13                            | 15                            | 91                            | 34       | - : Ouro      | Ceremonials      |
| "Over The Love"          | 2013 | —                             | —                             | —                             | —                             | —                             | —                             | —                             | —        |               | The Great Gatsby |
| "Big God"                | 2018 | 97                            | —                             | —                             | —                             | 80                            | —                             | —                             | 25       |               | High As Hope     |

## Outras músicas marcadas
| Título                                                                               | Ano  | Posições máximas nos gráficos | Posições máximas nos gráficos | Posições máximas nos gráficos | Posições máximas nos gráficos | Álbum                                                       |
| Título                                                                               | Ano  | UK                            | AUS                           | FRA                           | EUA Rock                      | Álbum                                                       |
| ------------------------------------------------------------------------------------ | ---- | ----------------------------- | ----------------------------- | ----------------------------- | ----------------------------- | ----------------------------------------------------------- |
| "Addicted to Love"                                                                   | 2010 | —                             | —                             | —                             | —                             | "You've Got The Love" single                                |
| "Only If For A Night"                                                                | 2011 | —                             | —                             | —                             | —                             | Ceremonials                                                 |
| "Seven Devils"                                                                       | 2012 | —                             | —                             | —                             | —                             | Ceremonials                                                 |
| "St. Jude"                                                                           | 2015 | 156                           | 90                            | —                             | 49                            | How Big, How Blue, How Beautiful                            |
| "Third Eye"                                                                          | 2015 | —                             | —                             | —                             | 42                            | How Big, How Blue, How Beautiful                            |
| "How Big, How Blue, How Beautiful"                                                   | 2015 | —                             | —                             | —                             | 32                            | How Big, How Blue, How Beautiful                            |
| "Too Much Is Never Enough"                                                           | 2016 | 135                           | —                             | 173                           | 29                            | Songs from Final Fantasy XV                                 |
| "I Will Be"                                                                          | 2016 | —                             | —                             | —                             | 44                            | Songs from Final Fantasy XV                                 |
| "Tiny Dancer"                                                                        | 2018 | —                             | —                             | —                             | 36                            | Revamp: Reimagining the Songs of Elton John & Bernie Taupin |
| "June"                                                                               | 2018 | —                             | —                             | —                             | 41                            | High As Hope                                                |
| "South London Forever"                                                               | 2018 | —                             | —                             | —                             | 49                            | High As Hope                                                |
| "—" indica uma gravação que não conseguiu marca ou não foi lançada nesse território. |      |                               |                               |                               |                               |                                                             |

## Aparições como convidado
| Título          | Ano  | Álbum                            |
| --------------- | ---- | -------------------------------- |
| "Halo"          | 2009 | Radio 1's Live Lounge – Volume 4 |
| "Not Fade Away" | 2011 | Rave On Buddy Holly              |
| "Take Care"     | 2012 | BBC Radio 1's Live Lounge 2012   |

## Videos musicais
| Título                               | Ano  | Diretor (es)                    | Ref.   |
| ------------------------------------ | ---- | ------------------------------- | ------ |
| "Kiss with a Fist"                   | 2008 | Price James                     | [ 78 ] |
| "Dog Days Are Over"                  | 2008 | Tom Beard Tabitha Denholm       | [ 79 ] |
| "Rabbit Heart (Raise It Up)"         | 2009 | Tom Beard Tabitha Denholm       | [ 80 ] |
| "Drumming Song"                      | 2009 | Dawn Shadforth                  | [ 81 ] |
| "You've Got the Love"                | 2009 | Tom Beard Tabitha Denholm       | [ 82 ] |
| "Hurricane Drunk"                    | 2010 | Eva Husson                      | [ 79 ] |
| "Dog Days Are Over" (versão de 2010) | 2010 | LEGS                            | [ 83 ] |
| "Cosmic Love"                        | 2010 | Tom Beard Tabitha Denholm       | [ 84 ] |
| "Heavy in Your Arms"                 | 2010 | Tom Beard Tabitha Denholm       | [ 79 ] |
| "Not Fade Away"                      | 2011 | Tabitha Denholm                 | [ 79 ] |
| "What the Water Gave Me"             | 2011 | Tabitha Denholm                 | [ 79 ] |
| "Shake It Out"                       | 2011 | Dawn Shadforth                  | [ 85 ] |
| "No Light, No Light"                 | 2011 | Arni & Kinski                   | [ 86 ] |
| "Never Let Me Go"                    | 2012 | Tabitha Denholm                 | [ 87 ] |
| "Breath of Life"                     | 2012 | Scott Murray                    | [ 88 ] |
| "Spectrum"                           | 2012 | David LaChapelle John Byrne     | [ 89 ] |
| "Breaking Down"                      | 2012 | Tabitha Denholm                 | [ 90 ] |
| "Lover to Lover"                     | 2012 | Vincent Haycock                 | [ 91 ] |
| "How Big How Blue How Beautiful"     | 2015 | Tabitha Denholm Vincent Haycock | [ 92 ] |
| "What Kind of Man"                   | 2015 | Vincent Haycock                 | [ 93 ] |
| "St. Jude"                           | 2015 | Vincent Haycock                 | [ 94 ] |
| "Ship to Wreck"                      | 2015 | Vincent Haycock                 | [ 95 ] |
| "Queen of Peace" / "Long and Lost"   | 2015 | Vincent Haycock                 | [ 96 ] |
| "Delilah"                            | 2015 | Vincent Haycock                 | [ 97 ] |
| "Third Eye"                          | 2016 | Vincent Haycock                 | [ 98 ] |
| “Sky Full of Song”                   | 2018 | AG Rojas                        | [ 99 ] |
| "Hunger"                             | 2018 |                                 |        |
| "Big God"                            | 2018 |                                 |        |